# Deep Space Transport

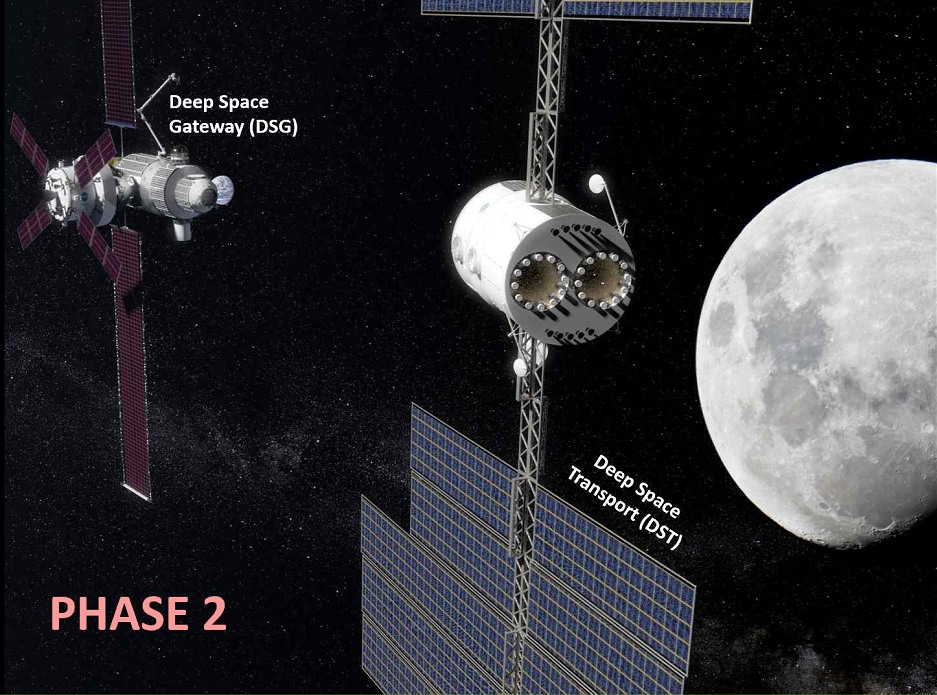
Stacja Gateway i Deep Space Transport

Deep Space Transport (DST) – planowany statek międzyplanetarny, który wraz z 4-osobową załogą ma dotrzeć na orbitę Marsa. Przed budową DST ma zostać zbudowana na wydłużonej orbicie wokółksiężycowej stacja Gateway, z którą DST ma być początkowo połączony.
Budowa DST ma opierać się na dwóch elementach transportu kosmicznego NASA, którymi są: bardzo ciężka rakieta nośna Space Launch System (SLS) oraz załogowy statek Orion przystosowany do misji w daleki kosmos. Zakłada się możliwość stosowania również innych rakiet, jak i innych statków, jeśli będą spełniać wymogi techniczne odnośnie do ich osiągów
 

## Oryginalny plan lotów
| Misja                          | Konfiguracja   | Załoga | Data    | Cel |
| ------------------------------ | -------------- | ------ | ------- | --- |
| Exploration Mission 6 (EM-6)   | Block IB Cargo | –      | 2027    | Bezzałogowy lot z modułem transportowym DST i zdalne przycumowanie go do Gateway                                                                        |
| Exploration Mission 7 (EM-7)   | Block IB       | 4 os.  | 2027    | Misja załogowa do kompleksu Gateway/DST, dostarczenie ładunku, trwająca 191–221 dni załogowa misja testowa modułu DST (nadal przycumowanego do Gateway) |
| Exploration Mission 8 (EM-8)   | Block IB Cargo | –      | 2028    | Bezzałogowy lot do Gateway/DST, dostarczenie ładunku i paliwa                                                                                           |
| Exploration Mission 9 (EM-9)   | Block II       | 4 os.  | 2029    | Załogowy roczny lot do Gateway/DST w celu symulacji lotu na Marsa                                                                                       |
| Exploration Mission 10 (EM-10) | Block II Cargo | –      | po 2030 | Bezzałogowy lot statku Orion do Gateway/DST, dostarczenie ładunku i paliwa                                                                              |
| Exploration Mission 11 (EM-11) | Block II       | 4 os.  | po 2030 | Międzyplanetarny, załogowy lot w module DST na orbitę Marsa.                                                                                            |

Jeśli do misji Deep Space Transport dojdzie, będzie opóźniona względem tego planu o co najmniej kilka lat.